# ميركوري ميلان
ميركوري ميلان (بالإنجليزية: Mercury Milan)‏ هي سيارة متوسطة الحجم من صناعة ميركوري أنتجت في 2005 وتوقف إنتاجها في 2010.

## معرض صور

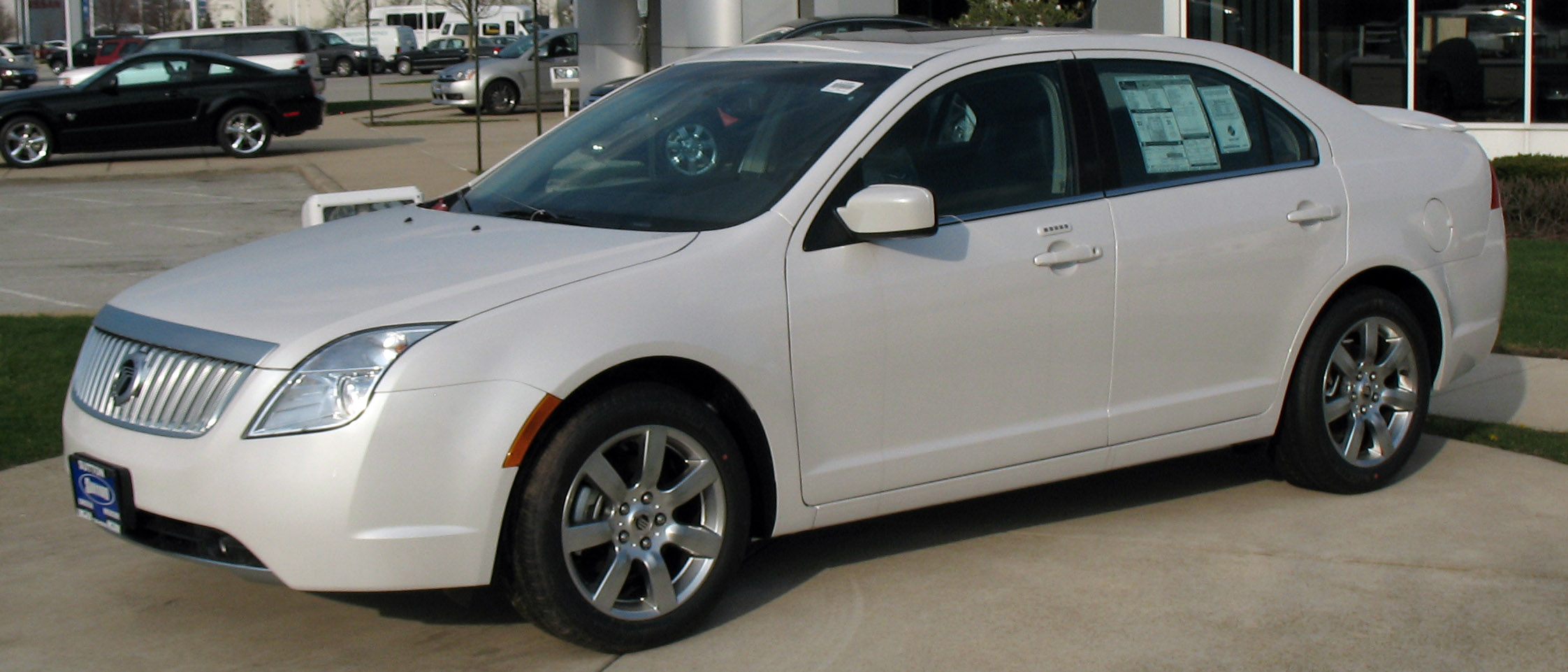
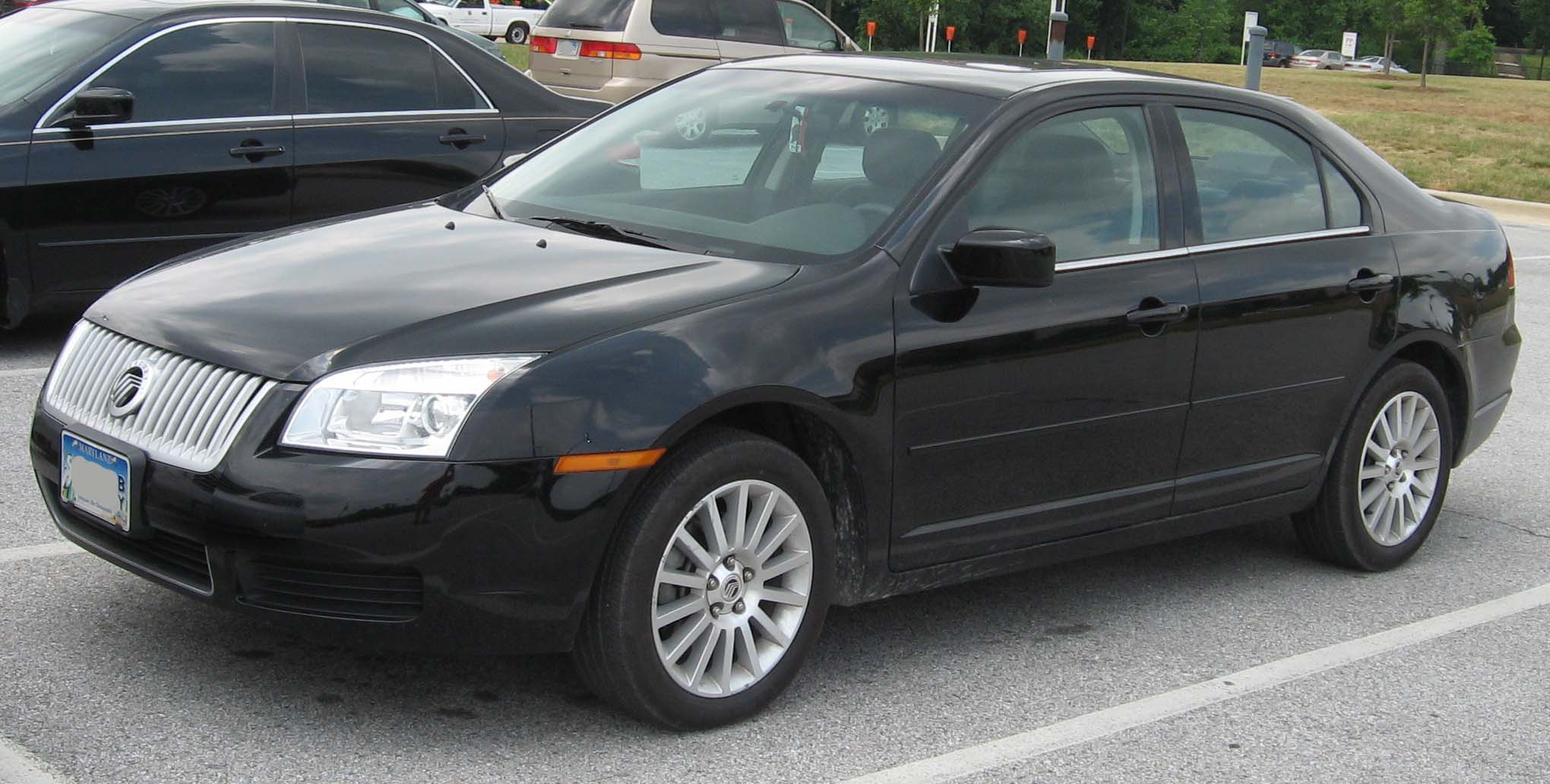
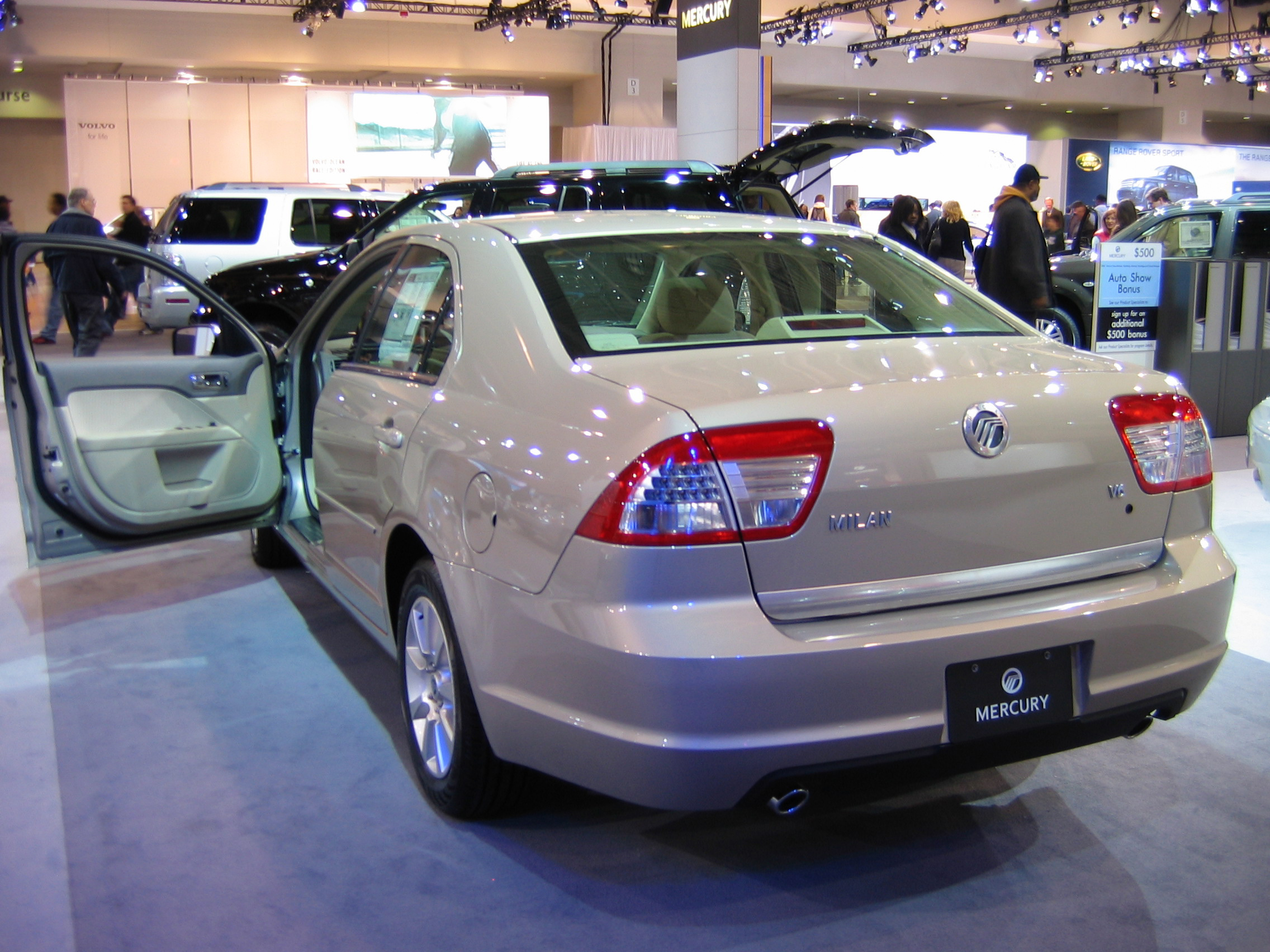
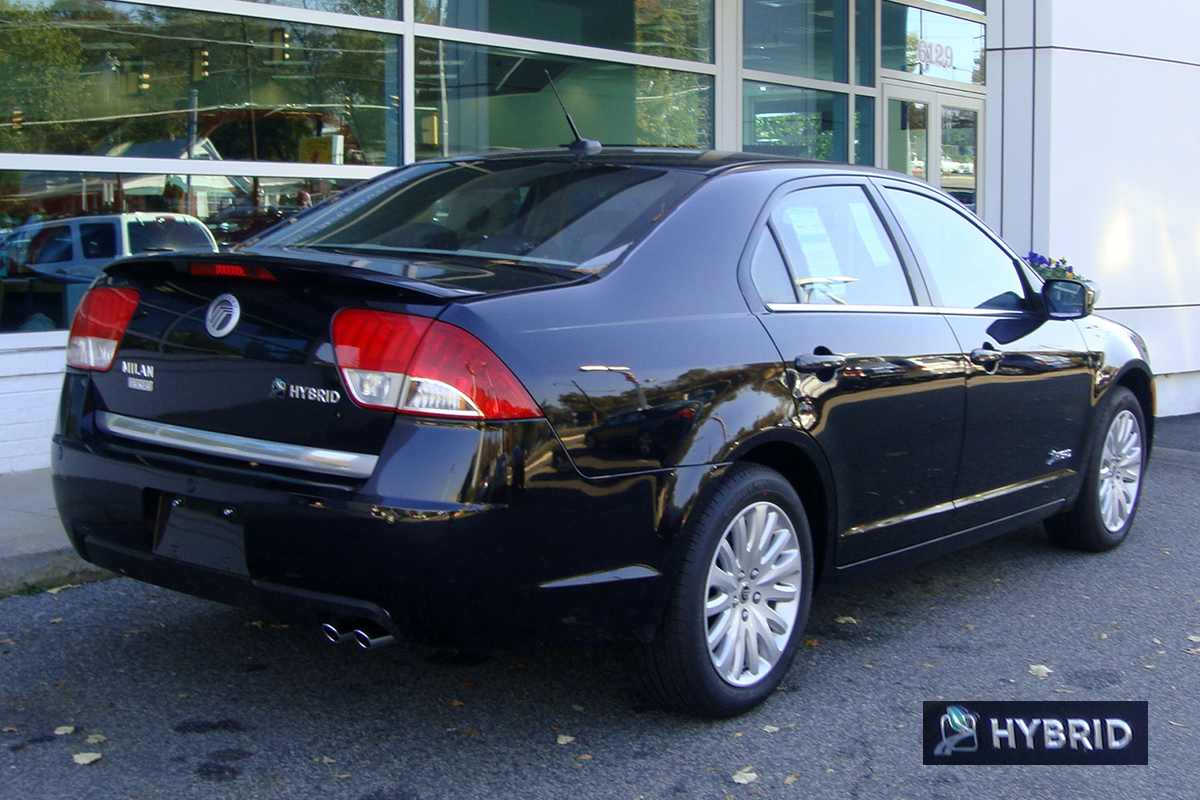